# Taekwondo vid olympiska sommarspelen för ungdomar 2010
Taekwondo vid olympiska sommarspelen för ungdomar 2010 i Singapore ägde rum 15–19 augusti i Suntec Singapore International Convention and Exhibition Centre.

## Program

### 15 augusti
- Kl 19.53: -44 kg, damer
- Kl 20.09: -48 kg, herrar

### 16 augusti
- Kl 19.53: -49 kg, damer
- Kl 20.09: -55 kg, herrar

### 17 augusti
- Kl 19.53: -55 kg, damer
- Kl 20.09: -63 kg, herrar

### 18 augusti
- Kl 19.53: -63 kg, damer
- Kl 20.09: -73 kg, herrar

### 19 augusti
- Kl 19.53: +63 kg, damer
- Kl 20.09: +73 kg, herrar

## Medaljfördelning
| Klass        | Guld                   | Silver                 | Brons                 | Brons                     |
| ------------ | ---------------------- | ---------------------- | --------------------- | ------------------------- |
| Herrar 48kg  | Gili Haimovitz ISR     | Mohammad Soleimani IRI | Gregory English USA   | Lucas Guzman ARG          |
| Herrar 55kg  | Kaveh Rezaei IRI       | Nursultan Mamayev KAZ  | Daryl Tan SIN         | Nguyen Quoc Cuong VIE     |
| Herrar 63kg  | Seo Byeong-deok KOR    | Mário Silva POR        | Alejandro Valdés MEX  | Berkcan Süngü TUR         |
| Herrar 73kg  | Kim Jin-hak KOR        | Aliaskhab Sirazhov RUS | Maksym Dominishyn UKR | Michel Samaha LIB         |
| Herrar +73kg | Liu Chang CHN          | Ibrahim Ahmadsei GER   | Stefan Bozalo CAN     | Yazan Al-Sadeq JOR        |
| Damer 44kg   | Anastasia Valueva RUS  | Irina Romoldanova UKR  | Şeyma Tuncer TUR      | Shukrona Sharifova TJK    |
| Damer 49kg   | Worawong Pongpanit THA | Dana Haidar JOR        | Jessie Bates USA      | Melanie Phan CAN          |
| Damer 55kg   | Jade Jones GBR         | Nguyen Thanh Thao VIE  | Jennifer Ågren SWE    | Shafinas Abdul Rahman SIN |
| Damer 63kg   | Jeon Soo-yeon KOR      | Antonia Katheder GER   | Nagore Irigoien ESP   | Samantha Silvestri FRA    |
| Damer +63kg  | Zheng Shuyin CHN       | Briseida Acosta MEX    | Yuleimi Abreu CUB     | Faiza Taoussara FRA       |